# Cosmotettix pyrifer
Cosmotettix pyrifer är en insektsart som beskrevs av Alexander Fyodorovich Emeljanov 1966. Cosmotettix pyrifer ingår i släktet Cosmotettix och familjen dvärgstritar. Inga underarter finns listade i Catalogue of Life.